# Мін Аун Хлайн
Мін Аун Хлайн (3 липня 1956 , Minbud, Магуе ) — старший генерал м'янманської армії, головнокомандуючий Збройними силами М'янми, виконувач обов'язків президента Республіки М'янма з 22 липня 2024 року, чинний (незаконний, його не визнала жодна з цивілізованих країн світу) глава держави М'янма, який обійняв посаду через військовий переворот 1 лютого 2021 року.
Мін Аун Хлайн обійняв посаду головнокомандуючого Збройними силами М'янми 30 березня 2011 року.
Він також є членом Національної ради оборони і безпеки (NDSC), очолюваної президентом М'янми. Раніше він був начальником Генерального штабу Міністерства оборони М'янми.

## Біографія
Мін Аун Хлайн народився 3 липня 1956 року у місті Тавой, що є центром адміністративної області Тенассерім (Танінтаї). Його батько, Таун Хлайн цивільний інженер, працював у Міністерстві будівництва.
Мін Аун Хлайн закінчив середню школу № 1 району Латта м'янманської столиці Янгон. Потім вивчав юриспруденцію в Янгонському університеті мистецтв і наук (1972—1973), перш ніж поступити в 1974 році в Академію оборонної служби. По закінченні академії, він здобув (в 1977 році) чин молодшого лейтенанта м'янманської армії.
Військова служба Мін Аун Хлайна проходила спершу в м'янманському штаті Мон, а потім в штаті Шан, розташованому у неспокійних місцях, які є частиною так званого Золотого трикутника. Там, поєднуючи військову силу і переговори, він успішно протистояв двом угрупованням місцевих сепаратистів: Об'єднаної армії Ва (UWSA) та Армії Національно-демократичного альянсу (NDAA).
Загальнодержавні м'янманські ЗМІ широко заговорили про Мін Аун Хлайна в 2009 році, після того, як він, вже на посаді генерала, очолював успішний наступ урядових військ проти сепаратистів з М'янманської армії Національно-Демократичного альянсу (MNDAA; не слід плутати зі згаданою вище NDAA) в регіоні Кокан.
У червні 2010 року Мін Аун Хлайн змінив генерала Шве Мана на посаді начальника Об'єднаного (Генерального) штабу армії, флоту і ВПС. 30 березня 2011 року він обійняв посаду головнокомандуючого Збройними силами М'янми, змінивши старшого генерала Тан Шве, який пішов у відставку.
3 квітня 2012 року уряд М'янми оголосив, що Мін Аун Хлайн був підвищений у званні до віце-старшого генерала. У березні 2013 року він був підвищений до старшого генерала.
На цій посаді генерал продовжив успішно протистояти, по-перше, сепаратистським угрупованням на півночі країни, і по-друге, напливу нелегальних іммігрантів з сусіднього Бангладешу в прикордонний регіон Ракхайн на крайньому південно-заході країни, що деякими західними ЗМІ та правозахисними інституціями, зокрема, Радою з прав людини, було класифіковано, як етнічні чистки проти мусульман-рохінджа.
У липні 2019 року уряд США на підставі цих претензій заборонив йому в'їзд в Сполучені Штати. У грудні 2020 року проти Мін Аун Хлайна, чинного Головнокомандувача збройними силами М'янми, урядом США були введені економічні санкції.
Мін Аун Хлайн відомий як прихильник співпраці М'янми з Росією. Він не менше шести разів відвідував Росію. М'янма придбає російське озброєння, військові країни регулярно беруть участь у навчаннях на території Росії.

### На чолі М'янми
Мін Аун Хлайн прийшов до влади в результаті успішного військового перевороту 1 лютого 2021 року.
1 лютого 2021 року Мін Аун Хлайн оголосив в Країні надзвичайний стан на строк до 1 року.
2 лютого Мін Аун Хлайн очолив Державну адміністративну раду, новий орган влади в країні на час військового правління. До складу Державної адміністративної ради увійшли 11 осіб, а незабаром туди додалися ще 5 цивільних осіб.
8 лютого на тлі протестів у М'янмі Мін Аун Хлайн виступив зі зверненням до нації, в якому пообіцяв провести у М'янмі вільні вибори. 12 лютого Мін Аун Хлайн оголосив про амністію та звільнення понад 23 тисяч ув'язнених у М'янмі на честь національного свята, Дня Союзу.
1 серпня 2021 року Державна адміністративна рада М'янми оголосила про формування тимчасового уряду країни і про те, що Мін Аун Хлайн стає прем'єр-міністром. Мін Аун Хлайн заявив, що в країні планується провести нові загальні вибори у другій половині 2023 року.
22 липня 2024 року Мін Аун Хлайн став виконувачем обов'язків президента після того, як М'їн Шве пішов у відпустку через хворобу.

## Особисте життя
Мін Аун Хлайн одружений і має декілька дітей.

## Нагороди
Він є кавалером кількох державних нагород М'янми, і низки іноземних нагород, в тому числі, таїландських і російських (Медаль «За зміцнення бойової співдружності» Міноборони Росії).